# Sphyrotarsus hygrophilus
Sphyrotarsus hygrophilus är en tvåvingeart som beskrevs av Becker 1891. Sphyrotarsus hygrophilus ingår i släktet Sphyrotarsus och familjen styltflugor. Inga underarter finns listade i Catalogue of Life.